# Черниговская областная государственная администрация
Черниговская областная государственная администрация — местный орган исполнительной власти в Черниговской области.

## Главы
| Фото | Имя                                                              | Годы жизни | Начало срока     | Конец срока      | Примечания                    |
| ---- | ---------------------------------------------------------------- | ---------- | ---------------- | ---------------- | ----------------------------- |
|      | Валентин Васильевич Мельничук Валентин Васильович Мельничук      | р. 1947    | 23 марта 1992    | июль 1994        |                               |
|      | Пётр Дмитриевич Шаповал Петро Дмитрович Шаповал                  | р. 1948    | июль 1994        | 30 апреля 1998   |                               |
|      | Михаил Григорьевич Каскевич Михайло Григорович Каскевич          | 1948—2004  | 30 апреля 1998   | 12 августа 1999  |                               |
|      | Николай Павлович Бутко Микола Петрович Бутко                     | р. 1947    | 12 августа 1999  | 13 ноября 2002   |                               |
|      | Григорий Михайлович Панченко Григорій Михайлович Панченко        | р. 1948    | 13 ноября 2002   | 26 декабря 2002  | и. о.                         |
|      | Валентин Васильевич Мельничук Валентин Васильович Мельничук      | р. 1947    | 26 декабря 2002  | 21 января 2005   |                               |
|      | Владислав Анатольевич Атрошенко Владислав Анатолійович Атрошенко | р. 1968    | 4 февраля 2005   | 12 декабря 2005  |                               |
|      | Николай Иванович Лаврик Микола Іванович Лаврик                   | р. 1952    | 12 декабря 2005  | 10 июля 2007     |                               |
|      | Владимир Николаевич Хоменко Володимир Миколайович Хоменко        | р. 1959    | 10 июля 2007     | 3 марта 2014     | и. о. до 12 октября 2007 года |
|      | Владимир Александрович Ивашко Володимир Олександрович Івашко     | р. 1965    | 3 марта 2014     | 19 сентября 2014 |                               |
|      | Сергей Николаевич Журман Сергій Миколайович Журман               | р. 1979    | 19 сентября 2014 | 31 марта 2015    | и. о.                         |
|      | Валерий Петрович Кулич Валерій Петрович Куліч                    | р. 1973    | 31 марта 2015    | 30 июля 2018     |                               |
|      | Юлия Ивановна Свириденко Юлія Анатоліївна Свириденко             | р. 1985    | 30 июля 2018     | 28 ноября 2018   | и. о.                         |
|      | Александр Петрович Мисник Олександр Петрович Мисник              | р. 1971    | 28 ноября 2018   | 11 июня 2019     |                               |
|      | Наталья Андреевна Романова Наталія Андріївна Романова            | 1960—2020  | 11 июня 2019     | 31 октября 2019  | и. о.                         |
|      | Андрей Леонидович Прокопенко Андрій Леонідович Прокопенко        | р. 1982    | 31 октября 2019  | 13 октября 2020  |                               |
|      | Анна Николаевна Коваленко Анна Миколаївна Коваленко              | р. 1991    | 13 октября 2020  | 4 августа 2021   |                               |
|      | Вячеслав Анатольевич Чаус В’ячеслав Анатолійович Чаус            | р. 1977    | 4 августа 2021   | н. в.            |                               |

## Руководство
- Председатель — Чаус, Вячеслав Анатольевич
- Первый заместитель председателя — Мегем Константин Николаевич
- Заместители председателя — Иванов Дмитрий Валерьевич, Синенко Дмитрий Григорьевич, Шерстюк Жанна Владимировна
- Руководитель аппарата облгосадминистрации — Мужикова Наталия Михайловна